# I Don't Like Shit, I Don't Go Outside
Albums de Earl Sweatshirt
Doris
(2013) Some Rap Songs
(2018)
Singles
1. Grief
Sortie : 17 mars 2015

I Don't Like Shit, I Don't Go Outside est le deuxième album studio d'Earl Sweatshirt, sorti le 23 mars 2015.
L'album s'est classé 3e au Top Digital Albums et au Top Rap Albums, 4e au Top R&B/Hip-Hop Albums et 12e au Billboard 200, avec 27 496 copies vendues la première semaine.

## Liste des titres
| No  | Titre                                                        | Auteur                                   | Contient un (des) sample(s) de                     | Durée |
| --- | ------------------------------------------------------------ | ---------------------------------------- | -------------------------------------------------- | ----- |
| 1.  | Huey (Produit par randomblackdude)                           | Thebe Kgositsile                         |                                                    | 1:52  |
| 2.  | Mantra (Produit par randomblackdude)                         | T. Kgositsile                            |                                                    | 3:48  |
| 3.  | Faucet (Produit par randomblackdude)                         | T. Kgositsile                            |                                                    | 3:07  |
| 4.  | Grief (Produit par randomblackdude)                          | T. Kgositsile                            | Fall in Love (Your Funeral) d'Erykah Badu          | 4:10  |
| 5.  | Off Top (Produit par randomblackdude et Left Brain)          | T. Kgositsile, Vyron Turner              | Trouble, Heartaches & Sadness d'Ann Peebles        | 1:46  |
| 6.  | Grown Ups (featuring Dash – Produit par Left Brain)          | T. Kgositsile, Darien Dash, Vyron Turner |                                                    | 2:57  |
| 7.  | AM // Radio (featuring Wiki – Produit par randomblackdude)   | T. Kgositsile, Patrick Morales           |                                                    | 4:02  |
| 8.  | Inside (Produit par randomblackdude)                         | T. Kgositsile                            | Polo Jeans de Mac Miller featuring Earl Sweatshirt | 1:49  |
| 9.  | DNA (featuring Na'kel – Produit par randomblackdude)         | T. Kgositsile, Na'kel Smith              |                                                    | 3:52  |
| 10. | Wool (featuring Vince Staples – Produit par randomblackdude) | T. Kgositsile, Vince Staples             |                                                    | 2:33  |